# Poveljstvo združenih specialnih operacij Združenih držav Amerike
Poveljstvo združenih specialnih operacij Združenih držav Amerike (izvirno angleško Joint Special Operations Command, kratica: JSOC) je sestavni del Poveljstva specialnih operacij ZDA (USSOCOM) in je zadolženo za preučevanje in izdelave zahtev specialnih operacij in tehnik z namenom zagotavljanja sodelovanja in delovanja med specialnimi silami različnih vej Oboroženih sil ZDA in drugih ameriških paravojaških formacij (npr. Special Activities Division; slednja tudi nabira rekrute iz JSOC). Poveljstvo je bilo ustanovljeno leta 1980 na priporočilo polkovnika Charlieja Beckwitha po propadu operacije Eagle Claw. Trenutno se poveljstvo nahaja na Pope Army Air Field in Fort Braggu v Severni Karolini.

## Pregled
JSOC je »združeno poveljstvo, namenjeno preučevanju zahtev in tehnik specialnih operacij, zagotovitvi skupnega delovanja in standardizacije opreme, načrtovanju in izvajanju skupnih specialno-operacijskih vaj in usposabljanja ter razvijanju taktik skupnih specialnih operacij«. V ta namen je bila ustanovljena tudi Skupna komunikacijska enota (Joint Communications Unit; JCU), ki je zadolžena za medsebojno povezljivost komunikacijskih sistemov in standardizacijo operativnih procedur različnih specialnih enot. 
JSOC poveljuje oz. nadzira t. i. enote specialnih misij (SMU) iz sestave USSOCOM. Do sedaj so bile samo tri SMU tudi javno razkrite: 1st Special Forces Operational Detachment - Delta (Kopenska vojska ZDA), Naval Special Warfare Development Group (Vojna mornarica ZDA) in 24. specialno-taktična eskadrilja (Vojno letalstvo ZDA). Pod nadzorom JSCO je tudi t. i. Intelligence Support Activity (ISA); slednja zbira različne obveščevalne podatke, ki so namenjeni dejanski taktični uporabi med operacijami specialnih sil ter tudi zagotovlja komunikacijsko podporo med temi operacijami. V primeru potrebe JSOC lahko prevzame nadzor tudi nad 75. rangerskim polkom in 160. specialno-operacijskim letalskim polkom. Glavna naloga JSOC je v identificiranju in uničenju terorističnih skupin ter posameznih (višjih) teroristov po svetu.

## Poveljniki
| Čin in ime              | Začetek mandata | Konec mandata  |
| ----------------------- | --------------- | -------------- |
| MG Richard Scholtes     | December 1980   | Avgust 1984    |
| MG Carl Stiner          | Avgust 1984     | Januar 1987    |
| MG Gary E. Luck         | Januar 1987     | December 1989  |
| MG Wayne A. Downing     | December 1989   | Avgust 1991    |
| MG William F. Garrison  | 1992            | Julij 1994     |
| MG Peter Jan Schoomaker | Julij 1994      | Avgust 1996    |
| MG Michael Canavan      | 1. avgust 1996  | 1. avgust 1998 |
| LTG Bryan D. Brown      | 1998            | 2000           |
| LTG Dell L. Dailey      | 2001            | Marec 2003     |
| LTG Stanley McChrystal  | September 2003  | Junij 2008     |
| VADM William H. McRaven | Junij 2008      | danes          |
| MG Joseph Votel         | 2011            | nominiran      |